# Benno Reinhardt
Benno Ernst Heinrich Reinhardt (* 14. Mai 1819 in Neustrelitz; † 11. März 1852 in Berlin) war ein deutscher Arzt und pathologischer Anatom.

## Leben
Reinhardt wurde 1819 als Sohn eines Apothekers in Neustrelitz geboren. Er war das jüngste von acht Geschwistern. Nach Absolvierung des Gymnasiums in seiner Heimatstadt studierte er ab 1839 Medizin in Berlin und Halle. Er promovierte 1844 in Berlin mit der Abhandlung Ueber die Symptomatologie der Peritonitis. 1847 begann er mit seinem Freund Rudolf Virchow die Herausgabe des Archivs für pathologische Anatomie und Physiologie und für klinische Medicin, das bis heute, inzwischen als Virchows Archiv, in über 450 Bänden erschienen ist. 1847 war Reinhardt Assistent bei Karl Wilhelm Mayer. 1848 arbeitete er als Arzt bei Wilhelm Schütz (1808–1857) im Choleralazarett, 1849 habilitierte er sich als Privatdozent und wurde Hilfsarzt an der Charité, wo er Virchows Platz in der Prosektur besetzte, als dieser nach Würzburg ging. Reinhardt starb 1852 an Lungentuberkulose.

## Schriften (Auswahl)
- Beiträge zur Kenntnis der Bright’schen Krankheit. In: Charité Annalen 1/2, 1850, S. 185–243.
- Pathologisch-anatomische Untersuchungen. Nach seinem Tode zusammengestellt und herausgegeben von Rudolf Leubuscher. Berlin 1852.